# Strotometra hepburniana
Strotometra hepburniana is een haarster uit de familie Charitometridae.
De wetenschappelijke naam van de soort werd in 1907 gepubliceerd door Austin Hobart Clark. Materiaal waarop deze naam is gebaseerd werd op 9 augustus 1906 verzameld in de Oost-Chinese Zee (32°26,5'N, 128°36,5'O) van een diepte van 135 vadem (248 meter). De soort is vernoemd naar luitenant Arthur J. Hepburn, die volgens Clark verantwoordelijk was voor het succes van de expeditie met het onderzoeksschip Albatross in het noorden van de Grote Oceaan, waarbij ook deze soort werd gevonden.Strotometra hepburniana is bij leven helder geel.